# Empanda
En la Mitología romana, Empanda o Panda era la diosa del asilo, la caridad y la hospitalidad o un epíteto de Juno.
Según Festus, Empanda fue una dea paganorum. Varro conecta la palabra con pandere, pero absurdamente la explica como panem dare, con lo que Empanda sería la diosa del pan o los alimentos, cuando, en opinión de Leonhard Schmitz, en realidad viene del verbo pandere que significa abrir o extender, o lo que es lo mismo aquélla que abre o sea, la diosa que abre o que acoge a quien necesita protección. Originalmente parece que fue una diosa del campo, adorada en un entorno rural, que implicaba alguna relación con la agricultura o la naturaleza.
Hartung piensa que Empanda y Panda son sólo epítetos de Juno.   
Tenía su templo cerca de una puerta, que luego sería llamada Porta Pandana y que llevaba a la colina Capitolina. Siempre estaba abierto, era un asilo y a los necesitados que llegaban allí se les suministraba alimentos que se obtenían de los fondos del templo. 